# Сент-Женев'єв-де-Буа (кантон)
Сент-Женев'є́в-де-Буа́ (фр. Sainte-Geneviève-des-Bois) — кантон у Франції, в департаменті Ессонн регіону Іль-де-Франс.

## Склад кантону
Кантон включає в себе 1 муніципалітет:
| Муніципалітет        | Площа | Населення, осіб | Рік  |
| -------------------- | ----- | --------------- | ---- |
| Сент-Женев'єв-де-Буа | 9,27  | 34411           | 2007 |

## Консули кантону
| Період    | Консул          | Посада                                  |
| --------- | --------------- | --------------------------------------- |
| 1985—1992 | Henri Mazet     |                                         |
| 1992—2011 | Pierre Champion | Мер муніципалітету Сент-Женев'єв-де-Буа |

| Франція | Це незавершена стаття з географії Франції. Ви можете допомогти проєкту, виправивши або дописавши її. |